# Dominio de discurso
En lógica, el dominio de discurso, también llamado universo de discurso, o simplemente dominio, es el conjunto de cosas acerca de las cuales se habla en un determinado contexto. Dependiendo del dominio de discurso, una misma proposición podrá ser verdadera o falsa. Por ejemplo, al decir «todos son amigos», si se está hablando acerca de un pequeño grupo de personas, la proposición quizás sea verdadera, pero si se está hablando acerca de todo el mundo, entonces es falsa.
Por convención, el dominio de discurso es siempre un conjunto no vacío.[cita requerida]
En la teoría de modelos, el universo de discurso es el conjunto de entidades en que un modelo se basa.[cita requerida]
Una base de datos es un modelo de algún aspecto de la realidad de una organización. A esta realidad también se la denomina el universo o dominio de discurso.[cita requerida]